# Cleola
Nella mitologia greca, Cleola è la prima moglie di re Atreo.

## Il mito
Di ignota origine, Cleola fu presa in moglie da Atreo, re di Micene, al quale diede un figlio cagionevole di salute, Plistene. La stessa Cleola morì dandolo alla luce, straziata dal parto. In seguito, Atreo si risposò con Erope, figlia di Catreo, mentre il giovane Plistene venne erroneamente ucciso dalle guardie, incaricate di uccidere un suo omonimo, figlio di Tieste.
Secondo un'altra versione, Erope fu invece la moglie di Plistene, e furono loro e non Atreo i genitori di Agamennone e Menelao.

## Fonti
- Igino, Fabulae, 86.